# تكس ريسر
تكس ريسر هي لعبة فيديو مفتوحة المصدر لسباق الرياضات الشتوية، صدرت عام 2000 من بطولة البطريق تكس، الذي يعد جالب الحظ لنظام تشغيل لينكس. تم تطويره في الأصل بواسطة جازمين باتري كمشروع لرسومات الكمبيوتر في إحدى الجامعات الكندية. قام باتري واستوديوهات سنسباير المؤسسة حديثا بتوسيعها لاحقا، وهي منظومة مكونة من العديد من الطلاب السابقين بالجامعة. يتحكم اللاعب في اللعبة بتكس وهو ينزلق على مسار من الثلج والجليد ويحاول جمع سمك الرنكة.
تم تنزيل لعبة تكس ريسر رسميًا أكثر من مليون مرة اعتبارا من عام 2001. كما تم استقبالها على نحو جيد، بالإضافة إلى الإشادة بها غالبا نظير الرسومات واللعب سريع الخطى وقابلية إعادة البدء والتشغيل. وبسبب هذه الميزات؛ كانت المفضلة لدى مستخدمي لينكس ومجتمع البرامج المجانية. وأسفرت شعبية اللعبة إلى تطوير إصدار تجاري يتضمن رسومات محسّنة وميزة اللعب المتعدد، كما أصبحت أول لعبة مرخصة تمنحها رخصة جنو العمومية (GPL) لتحصل على نسخة أركيد. كما تعد المنتج الوحيد الذي طورته استوديوهات سنسباير وأصدرته، فبعد ذلك تم تصفية الشركة. وقد أدت الشيفرة المصدرية للعبة المجانية إلى تلقيها تفرعات معدلة، من قبل المستخدمين الذين يواصلون تطويرها.

## اللعب
تكس ريسر هي لعبة سباق يتوجب على اللاعب فيها التحكم في تكس عبر سفح الجبل. حيث يمكن أن يستدير لليسار واليمين واستخدام الفرامل والقفز والتجديف والرفرفة بجناحيه. إذا ضغط اللاعب على الفرامل وأزرار الانعطاف، سينعطف تكس بزاوية ضيقة. وعند الضغط على أزرار التجديف على الأرض سيمنح تكس بعض السرعة الإضافية. كما يوقف التجديف إعطاء السرعة مما يؤدي إلى إبطاء تكس عندما يتحول عداد السرعة إلى اللون الأصفر. يمكن لـتكس أيضا الانزلاق من المنحدرات أو شحن قفزاته للانطلاق مؤقتًا في الجو، حيث يمكنه حينها أن يرفرف بزعانفه ليطير مسافة أبعد ويضبط اتجاهه يسارًا أو يمينًا. يمكن للاعب كذلك إعادة تعيين البطريق إذا كان عالقًا في أي جزء من الدورة.
تتكون المسارات من أنواع مختلفة من التضاريس التي تؤثر على أداء تكس. يعطي الانزلاق على الجليد سرعة على حساب الجر، كما يسمح الثلج بمزيد من القدرة على المناورة. إلا أن المناطق الصخرية تبطئه :193وكذلك الاصطدام بالأشجار. يكسب اللاعب نقاطًا من خلال جمع أسماك الرنجة المنتشرة على طول المسارات، وكلما انتهى اللاعب من الدورة بسرعة تزداد النتيجة. يمكن للاعبين اختيار الكؤوس، حيث يكون التقدم من خلال إكمال سلسلة من المسارات بالترتيب، وذلك بتلبية ثلاثة متطلبات: جمع كم كافي من سمك الرنجة، وإنهاء المضمار في زمن أقل من الوقت المحدد، وأخيرا تسجيل نقاط كافية. يؤدي الإخفاق في تلبية جميع المعايير أو إنهاء السباق إلى خسارة حياة واحدة، وإذا فقد اللاعب كل الفرص الأربع للحياة، يتحتم عليه إعادة الدخول للكأس والبدء من جديد. أثناء تحديد المستوى، يمكن للاعب اختيار ضبط فترة النهار وحالة الطقس مثل الرياح والضباب التي تؤثر على طريقة اللعب. تتكون الخرائط من ثلاث طبقات نقطية محفوظة بشكل منفصل تحدد كل منها ارتفاع الخريطة وتخطيط التضاريس وموضع الهدف.

### النسخة التجارية
يقدم الإصدار التجاري من اللعبة محتوى جديدًا، فبجانب تكس أصبح بإمكان اللاعبين اختيار واحد من ثلاث شخصيات أخرى للسباق مثل: الفقمة (صامويل) والدب القطبي (بوريس) والبطريق (نيفا). :6 تحتوي بعض المسارات على منصات القفز والسرعة التي تعمل كتعزيز للطاقة، ويمكن للاعبين أداء حركات بارعة في الجو لكسب النقاط. :4كما يمكنهم المشاركة في الكؤوس في أحد الحدثين اللذان يعملان كوضعين للعبة: الوضع التقليدي «التحدي الفردي» أو الجديد «سباق ضد منافسين». حيث يتم إضافة خصم كومبيوتر تلقائي ويجب هزيمته حتى يتمكن اللاعب من التقدم. :7 تكون الدورات مفتوحة لاستكمال الكؤوس غير المكتملة. في الجلسات غير المتعلقة بالمراحل الأساس والتدريب :9يمكن للاعبين أيضًا التسابق في الوضع المحلي متعدد اللاعبين «وجهاً لوجه»، والذي يتم عرضه على شاشة منقسمة. :10

## تطور
تم تطوير لعبة تكس ريسر في الأصل بواسطة جازمين باتري، وهو طالب يدرس في جامعة واترلو في أونتاريو بكندا، حيث كان يهدف إلى بدء حياته المهنية في صناعة ألعاب الفيديو من خلال سعيه لنيل درجة علمية في رسوميات الحاسب. بدأ تطوير اللعبة في أغسطس 1999 كمشروع نهائي لرسومات الحاسب في معمل، وتم الانتهاء منه في غضون ثلاثة أيام أثمرت باستقبال إيجابي من الصف. تبع ذلك إنشاء صفحة ويب للعبة، واقترح أحد الأشخاص أن يقوم بإصدار الشيفرة المصدرية لها. شعر باتري أن هذا منطقي، نظرًا لأن لعبة تكس تمثل نجاحا لنظام لينكس مفتوح المصدر، واستمر في العمل على اللعبة قبل تحميلها علنًا إلى سورس فورج لنظام لينكس وذلك بموجب ترخيص جنو العام والمجاني في 28 فبراير 2000، على أمل أن ينضم الآخرون في تطويره. اتسمت هذه النسخة المبكرة بطريقة لعب مبدئية للغاية تتألف من انزلاق تكس أسفل تل من الثلج والجليد والصخور والأشجار تحتم عليه تجنبها على طول الطريق. كان باتري يميل إلى استخدام محتوى مجاني معد مسبقًا مثل الزخارف المستعارة من مواقع الويب لكتابة اللعبة، بدلاً من المحتوى الأصلي المصنوع من الصفر.
في ديسمبر 1999، أعلن كل من باتري وطلاب الفنون الجميلة وريك نولز ومارك ريدل وطلاب رسومات الكمبيوتر باتريك جيلهولي وإريك هول وروب كروجر عن تأسيس شركة استوديوهات سانسباير من أجل تطوير مشروع لعبة فيديو. وصرح باتري أن اللعبة ستحتوي على لاعبين متعددين بشكل كبير وعالم مستمر التطور مع إستراتيجية الوقت الحقيقي وكذلك ميزات التصويب من منظور الشخص الأول. ونظرًا لأن أفكارهم كانت محدودة بسبب المحركات ثلاثية الأبعاد في ذلك الوقت، فقد باشروا في إنتاج محركاتهم الخاصة، والتي وفقًا لباتري ستجعل محرك كوايك 3 وانريل يبدو «مروضًا» بالمقارنة. تم اختيار زميل دراسة الفنون الجميلة في الجامعة روجر فرنانديز كفنان. إلا أنه في النهاية تم ترك المشروع لاعتباره «مشروعًا ضخمًا»، وفي أغسطس 2000، اقترح نولز أن تستأنف الشركة العمل على تكس ريسر، وبهذا أصبح أول مشروع رسمي لها. كان التطوير المستمر للنسخة المجانية سريعًا؛ اذ تمت إضافة العديد من العناصر مثل سمك الرنجة والقفز والموسيقى التصويرية، بالإضافة إلى التحسينات الرسومية وكلها في ثلاثة أسابيع وحسب. كان نقل اللعبة من لينكس إلى ويندوز أمرًا سهلاً، حيث تستعمل أدوات مشتركة بين الأنظمة الأساسية مثل مكتبة الرسوميات المفتوحة (OpenGL) و طبقة الوسائط البسيطة (إس دي ال). تم تحميل تحديث مهم يشتمل على تلك التحسينات، كان الإصدار 0.60 مجانًا إلى سورس فورج لكلا نظامي التشغيل لينكس وويندوز في 2 أكتوبر 2000. غالبًا ما تم تضمين تصحيح ثانوي لهذا الإصدار في معظم توزيعات لينكس،  :191كما تم إطلاق منفذ لماكنتوش في 21 نوفمبر 2000.

### المنافذ وإعادة التصنيع

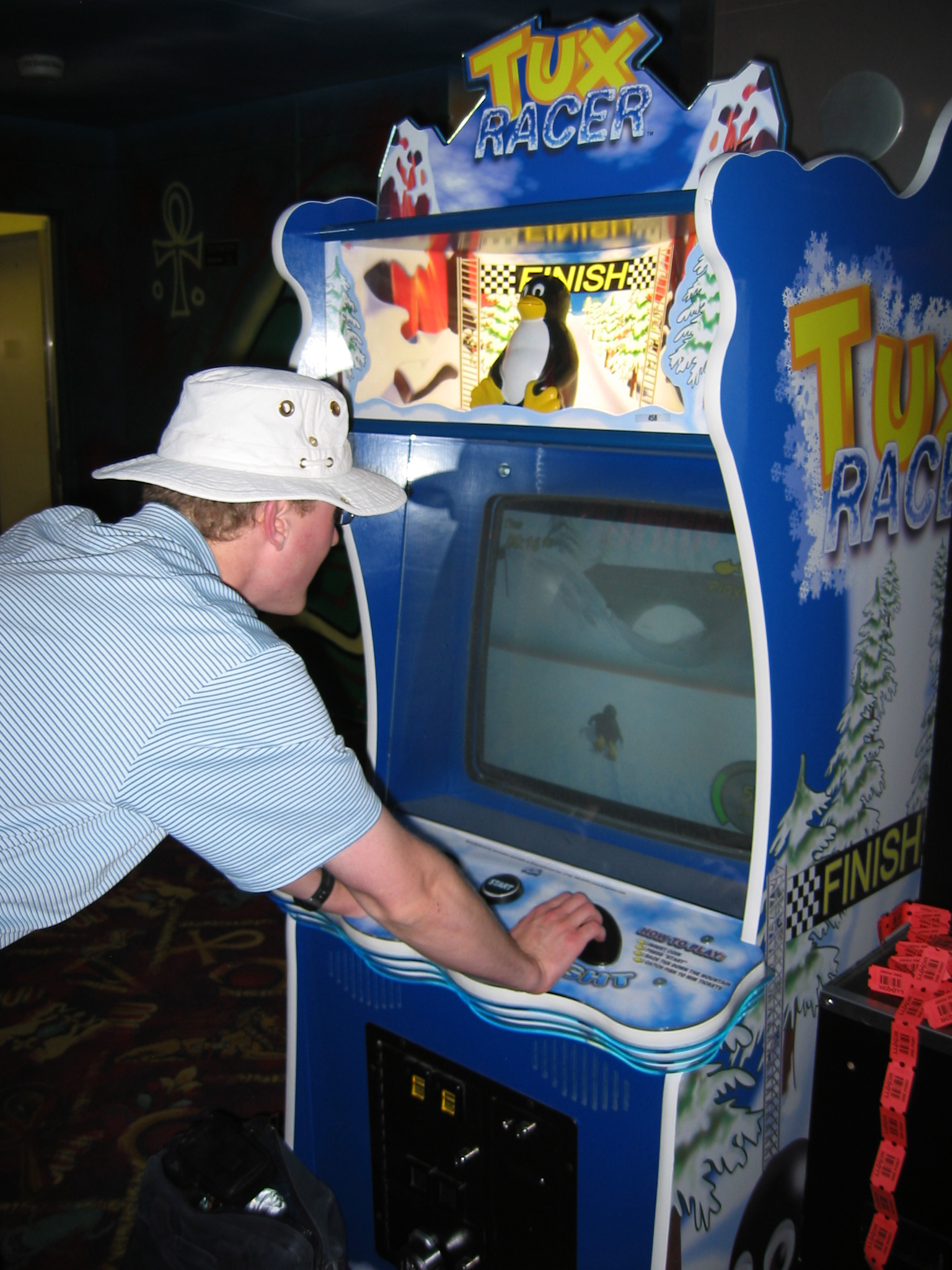
تكس ريسر هي أول لعبة فيديو مرخصة من رخصة جنو العموميةGPL لتنال تميز الألعاب الإلكترونية

في 5 فبراير 2002، أصدرت استوديوهات سانسباير للبيع بالتجزئة توسعًا تجاريًا مغلق المصدر للعبة بعنوان تكس ريسر، مع تصميم كل قرص مضغوط لدعم أنظمة تشغيل لينكس وويندوز. تتضمن التحسينات من النسخة مفتوحة المصدر محركًا ورسومات مُحسّنة على نحو كبير، والقدرة على أداء الحركات واختيار الشخصية وتعدد اللاعبين التنافسي. ومع ذلك، بقيت النسخة مفتوحة المصدر من تكس ريسر متاحة للتنزيل على سورس فورج. :191توقفت استوديوهات سانسباير عن العمل بدءا من أوائل إلى منتصف العقد الأول من القرن الحادي والعشرين.
شهدت تكس ريسر منذ انطلاقها تفرعات برمجية معدلة وتحديثات غير رسمية. وأحد الأمثلة الأكثر شيوعًا هي تكس ريسر اكستريم التي صدرت في سبتمبر 2007 وهي تعتمد على تفرع برمجي سابق وهو سباق كوكب البطاريق. وتم إصدار نسخة أركيد من اللعبة بواسطة ألعاب روكسور ،  مما يجعلها أول لعبة فيديو مرخصة من رخصة جنو العمومية GPL تحظى بتعديل الممرات.
تم أيضًا نقل اللعبة والتفرعات البرمجية اللاحقة إلى العديد من المنصات الأخرى، على سبيل المثال نظام اندرويد وأوبونتو تاتش.

## استقبال
تم استقبال تكس ريسر جيدًا، حيث حقق الإصدار الأخير أكثر من مليون عملية تنزيل اعتبارًا من أكتوبر 2001 منذ إطلاقها في يناير. ووفقًا لاستوديوهات سانسباير، لقد كانت اللعبة المفضلة للاعبين المميزين من بين مستخدمي نظام تشغيل لينكس، الذين غالبًا ما يصنفوها كواحدة من أفضل الألعاب المجانية إن لم تكن أفضلهم. وفي أغسطس 2000، أشاد لي أندرسون في عرض لينكس برسومات اللعبة وسرعتها وسهولة القدرة على إنشاء المسارات. في عام 2001، أفصح مصممو تكس ريسر أن اللعبة قدمت «ضوءا لامعا» لما يمكن أن تحققه التطبيقات المجانية. وفي معاينة عام 2001، اعتبرت المجلة البرازيلية (سوبر قيم باور) أن رسومات اللعبة هي أفضل جانب ووصفت الصوت بأنه ليس مبتكرًا ولكنه جيد. وفي عام 2001 أيضًا، قارنت مجلة ماك اديكت بين أسلوب اللعبة سريع الخطى مع بودرايسنج في حرب النجوم، ولخص خط الإنتاج ماكنتوش بأنه «أكثر متعة مما يمكن للكلمات وصفه.» 
حظيت النسخة التجارية من تكس ريسر بالقليل من الاهتمام. ووصفها اندون لوكفينوك من مجلة إجرومانيا بأنها «لعبة أركيد خالصة» لا تتضمن إلا أربعة شخصيات لاختيارها ومجموعة من المسارات مع أسماك متناثرة حولها. كما وصف طريقة اللعب بأنها هادئة ومسببة للإدمان والموسيقى بأنها هادئة، وقد أثنى على نماذج الشخصيات وتخطيط المسارات، بينما كان انتقاده الوحيد هو متطلبات النظام. وكذلك وصفها سيجي ناكامورا من موقع جيم أند واتش الياباني بأنها لطيفة ومسلية وأشاد برسومات اللعبة وتأثيرات الظل والانعكاس، ولكنه يرى بأن اللعبة تفتقر مزايا تجذب البالغين.

استمرت تكس ريسر باستقبال جيد من اللاعبين حتى بعد توقف إنتاجها، عموما فيما يتعلق بالتفرعات البرمجية. ومنحتها مجلة لينكس جورنال جائزة اختيار المحررين ضمن فئة «الألعاب أو برامج الترفيه» في عام 2005. كما أشادت مجلة ديجيت بالرسومات وميزة إعادة اللعب، بالإضافة إلى سرعة اللعبة وتعدد المسارات، ولكنها ترى بأن الموسيقى مملة ورتيبة. وأشاد دانيال فويكو من سوفت بيديا بالتفرع البرمجي تكس ريسر اكستريم؛ لكونها نسخة تمنح شعورا بالهدوء كما أنها مضحكة وتشتمل على ميزة إعادة ضبط تكس، وبالإضافة للإشارة إلى وتيرة اللعبة السريعة، إلا أنه انتقد افتقارها الملحوظ لميزة التفاعلية؛ مما جعل البطريق تكس يظهر وكأنه «دمية بلاستيكية». وصفت لينكس فور يو النسخة البرمجية أيضًا بأنها مسلية، لكنها انتقدت أيضًا أخطاءها والمظهر «البلاستيكي» لـتكس.

## روابط خارجية
- Tux Racer على SourceForge
- الموقع الرسمي لمتسابق Tux التجاري
- Tux Racer Arcade و Tux2 Arcade الجديد
- Tux Racer على موبي غيمز